# 隆尼·契森霍爾
隆尼·大衛·契森霍爾（英語：Lonnie David Chisenhall，1988年10月4日—），為美國職棒大聯盟的三壘手與右外野手，生涯只效力於印地安人。

## 職業生涯

### 克里夫蘭印地安人
2008年美國職棒大聯盟選秀，印地安人在首輪29順位選進契森霍爾。該年他加入短期1A，之後兩年都待在2A。
2011年6月27日，印地安人將契森霍爾拉上大聯盟。他在初登場敲出2支安打，7月6日敲出大聯盟首轟。不過他在開轟的隔一天就被觸身球擊中臉部而提前離場，也讓他這年提前結束球季。
2012年，契森霍爾繳出2成60的打擊率，並敲出12轟與38分打點。隔年5月他被下放3A，不過只待了5天就回到大聯盟。2014年6月9日，他成為大聯盟首位在單場5打席內敲出5支安打包含3轟，並打回9分打點的球員。不過這項紀錄後來被紅人隊的Scooter Gennett給打破，他在5打席內敲出5支安打包含4轟，並拿下10分打點。
2015年，契森霍爾正式成為球隊的主力三壘手。不過他在6月初因為打擊手感不佳而回到3A，印地安人也拉上新秀三壘手吉奧·厄爾薛拉。而契森霍爾也在這時候改守右外野，等他再次回到印地安人陣容的時候，他已經轉型成為一名外野手。
2017年美國聯盟分區賽第二場，洋基隊投手查德·格林面對契森霍爾投出近身球。雖然這球沒有擊中打者，不過主審卻裁定這是一顆觸身球。不過洋基隊沒有發起挑戰，因此契森霍爾成功站上一壘形成滿壘，下一棒的法蘭西斯科·林多爾敲出滿貫砲，讓印地安人只落後一分，最後更是成功拿下逆轉勝。2018年上半季，契森霍爾幾乎都待在傷兵名單。雖然他好不容易在6月回歸，但只維持一個月又受傷。最後他在球季結束後成為自由球員。

### 匹茲堡海盜
2018年11月27日，契森霍爾和海盜隊簽下1年275萬美元的合約。不過他卻在春訓期間受傷，導致他從未以海盜球員身分在大聯盟出賽。
2020年2月21日，契森霍爾宣布正式退休。

## 個人生活
契森霍爾目前已婚，並育有3名子女。長子Cutter生於2012年，次子Cannon生於2014年，長女Loftin生於2017年。

## 外部連結
- 球員資訊和成績在MLB，ESPN，Baseball-Reference，Fangraphs（英文）